# Jonathan Risueño
Matías Jonathan Risueño Luján (Alborache, provincia de Valencia, España, 14 de diciembre de 1982) es un exfutbolista y entrenador de fútbol español. Actualmente dirige al Patriotas Boyacá de la Categoría Primera B de Colombia.

## Jugador
Nacido en Alborache, Comunidad Valenciana, Risueño fue graduado en la cantera del Valencia CF. Tras debutar con el primer equipo con el CD Buñol, jugó al Real Valladolid B, CD Soledad y Calasparra FC en Tercera División.
Antes de la temporada 2006-07, Risueño se unió a la UE Castelldefels también en la cuarta división, anotando en su debut. En enero de 2007, se trasladó al FC Palafrugell, pero tuvo un altercado con el entrenador del club, José Luis Ruiz, durante un partido contra el CE Europa, después de lanzar (y fallar) un tiro penal a pesar de los impulsos del entrenador a otro jugador para que lo hiciera; posteriormente pasó al filial del CF Badalona en la Primera Catalana a finales de mes. 
En julio de 2007, Risueño fichó por el Atlético Monzón, pero fichó por el CF La Nucía el 31 de enero del año siguiente. También representó al FC Vilafranca antes de retirarse.

## En la dirección técnica
Tras dejar su carrera como jugador profesional, en 2016 firma contrato como director deportivo del CE L’Hospitalet, equipo profesional de la Segunda División B española que se encontraba en una situación financiera de quiebra y de desestructuración deportiva.
En abril de 2019, deja la dirección deportiva del Club para hacerse cargo como entrenador del primer equipo del CE L’Hospitalet a falta de cuatro partidos para finalizar el campeonato regular de Liga y estando el equipo segundo clasificado. Durante esos cuatro partidos no logró recuperar el liderazgo de liga y finaliza el campeonato en segundo lugar y clasificando al equipo a los playoffs de ascenso a segunda división B. Sin embargo, el CE L’Hospitalet es eliminado en la eliminatoria de ascenso frente al Algeciras CF por el valor doble de los goles en campo contrario, ya que en el partido de ida perdió en Algeciras 1 a 0 y en el de vuelta ganó 2 a 1. 
En la temporada siguiente, en su primer año completo como entrenador al frente del conjunto ribereño, consigue el campeonato de Liga de Tercera División y el ascenso a Segunda División B tras ganar el playoff de ascenso. Además, corona por primera vez en la historia del Club al CE L’Hospitalet como campeón de la Copa Cataluña Absoluta.
El 5 de enero de 2022 se anuncia su vinculación al Bogotá Fútbol Club de la Categoría Primera B de Colombia, junto a Jordi Gibert como asistente técnico. Jonathan dirige al conjunto colombiano hasta el 14 de julio de 2022.
El 10 de noviembre de 2022, firma como entrenador de la UE Olot de la Segunda División RFEF, tras la destitución de Manix Mandiola.
El 1 de septiembre de 2023, firma por el Patriotas Boyacá de la Segunda División de Colombia, al que dirige hasta el 11 de diciembre de 2023 consagrándose campeón de la Primera B 2023 (Colombia).
El 31 de enero de 2024, firma como entrenador del Atlético Saguntino de la Segunda Federación.
En la temporada 2024-25, firma como entrenador del Club Deportivo Tudelano de la Segunda Federación, al que dirigiría hasta el 27 de diciembre de 2024, cuando sería sustituido.

## Clubes

### Como jugador
| Club             | País   | Año         |
| ---------------- | ------ | ----------- |
| CD Buñol         | España | ¿?          |
| Valladolid CF B  | España | ¿?          |
| CD Soledad       | España | ¿?          |
| Calasparra       | España | ¿?          |
| UE Castelldefels | España | 2006 - 2007 |
| FC Palafrugell   | España | 2007        |
| CF Badalona      | España | 2007        |
| Atlético Monzón  | España | 2007 - 2008 |
| CF La Nucía      | España | 2008        |
| FC Vilafranca    | España | 2009        |

### Otros cargos
| Club            | País   | Año         | Rol                |
| --------------- | ------ | ----------- | ------------------ |
| Torrevieja      | España | 2015        | Director deportivo |
| CE L'Hospitalet | España | 2016 - 2019 | Director deportivo |

### Como entrenador
| Equipo                           | Desde                   | Hasta                   | Estadística | Estadística | Estadística | Estadística | Estadística | Ref    |
| Equipo                           | Desde                   | Hasta                   | PJ          | PG          | PE          | PP          | %           | Ref    |
| -------------------------------- | ----------------------- | ----------------------- | ----------- | ----------- | ----------- | ----------- | ----------- | ------ |
| Independiente Camp Redó · España | 1 de julio de 2013      | 5 de junio de 2014      | 40          | 16          | 14          | 10          | 51.67%      | [ 9 ]  |
| Rotlet Molinar · España          | 5 de junio de 2014      | 19 de febrero de 2015   | 25          | 15          | 6           | 4           | 68%         | [ 10 ] |
| Callosa Deportiva · España       | 7 de diciembre de 2015  | 27 de junio de 2016     | 20          | 9           | 3           | 8           | 50%         | [ 11 ] |
| Hospitalet · España              | 9 de abril de 2019      | 28 de mayo de 2021      | 72          | 32          | 18          | 22          | 52.77%      | [ 12 ] |
| Bogotá F.C. · Colombia           | 4 de enero de 2022      | 14 de julio de 2022     | 23          | 8           | 7           | 8           | 44.92%      | [ 13 ] |
| UE Olot · España                 | 10 de noviembre de 2022 | 26 de enero de 2023     | 9           | 0           | 5           | 4           | 18.52%      |        |
| Patriotas Boyacá · Colombia      | 1 de septiembre de 2023 | 11 de diciembre de 2023 | 12          | 6           | 1           | 5           | 52.78%      | [ 14 ] |
| Atlético Saguntino · España      | 31 de enero de 2024     | 11 de abril de 2024     | 10          | 4           | 2           | 4           | 46.67%      |        |
| Tudelano · España                | 17 de junio de 2024     | 27 de diciembre de 2024 | 18          | 6           | 5           | 7           | 42.59%      |        |
| Patriotas Boyacá · Colombia      | 28 de enero de 2025     | Presente                | 23          | 13          | 5           | 5           | 63.77%      | [ 14 ] |
| Consolidado total                | Consolidado total       | Consolidado total       | 238         | 102         | 63          | 73          |             |        |

## Palmarés
| Título                       | Club             | País     | Año     |
| ---------------------------- | ---------------- | -------- | ------- |
| Tercera División de España   | Hospitalet       | España   | 2019-20 |
| Copa Cataluña                | Hospitalet       | España   | 2019-20 |
| Segunda División de Colombia | Patriotas Boyacá | Colombia | 2023    |